# Pilzmesser

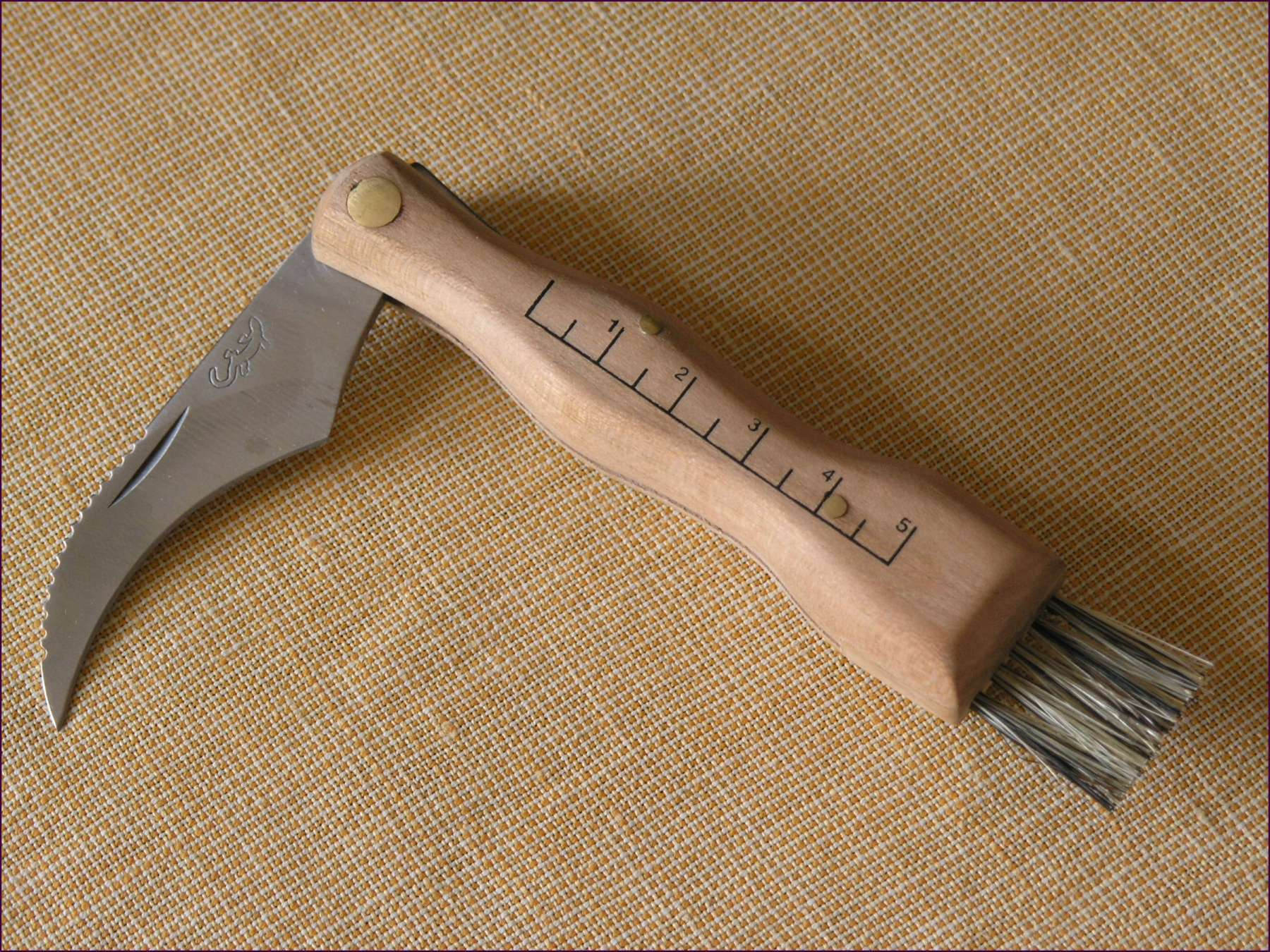
Pilzmesser

Ein Pilzmesser wird von Personen verwendet, die in der freien Natur (Wald, Grasflächen etc.) nach Pilzen suchen und sie für den Verzehr ernten. Es ist ein „Erntemesser“, das zwei Werkzeuge vereinigt.
Es ist üblicherweise als Klappmesser ausgeführt, um es bequem mitführen zu können. Die Klinge ist fünf bis sieben Zentimeter lang und in der Art einer Hippe nach innen gekrümmt. Wesentlich ist ein am Ende des Griffes befestigter Borstenpinsel für die Reinigung des Pilzes und besonders der Schnittfläche von Bodenbestandteilen.